# Mahimanahalli, Kanakapura
Mahimanahalli là một làng thuộc tehsil Kanakapura, huyện Ramanagara, bang Karnataka, Ấn Độ.